# Кремс-ан-дер-Донау
Кремс-ан-дер-Донау або Кремс (нім. Krems, Krems an der Donau) — старовинне австрійське місто на півночі країни, у федеральній землі Нижня Австрія. Розташоване в місці впадання річки Кремс у Дунай.

## Географія й транспорт
Місто розташовано на обох берегах Дунаю, за 60 кілометрів на захід від столиці країни — Відню та за 20 кілометрів на північ від столиці землі Нижня Австрія Санкт-Пельтена. Висота міста — 203 метри над рівнем моря.
У Кремсі закінчується дунайська долина Вахау, знаменита своїми природними й культурними пам'ятками, занесена до списку світової спадщини ЮНЕСКО.
Місто складається з декількох окремих районів. На правому березі Дунаю знаходиться Маутерн, на лівому — центральна частина Кремса, а також райони Унд та Штайн. До 1938 року Штайн та Маутерн були окремими містами.
Кремс зв'язаний автомагістралями з усіма великими сусідніми містами. Залізниці ведуть на схід у бік Відня, на південь — до Санкт-Пельтена й на захід — до Лінцу. Час в дорозі до Відня потягом — 1 година. В межах міста розташовано пасажирський річковий порт.

## Історія
Кремс вперше згадується 995 року як фортеця на Дунаї, у XII столітті за Бабенбергів отримав права міста. У Кремсі було викарбувано перші австрійські монети, відомі як «кремські пфеніги».
У Середньовіччя також мав важливе торгове значення на перехресті водного шляху Дунаєм й сухопутних торгових шляхів.
У Кремсі 1718 року народився художник Мартін Йоганн Шмідт, відомий також за прізвиськом Шмідт із Кремса.
Під час Першої австрійської кампанії 1805 року поблизу міста відбулось декілька битв між арміями Наполеона й антифранцузької коаліції.

## Пам'ятки

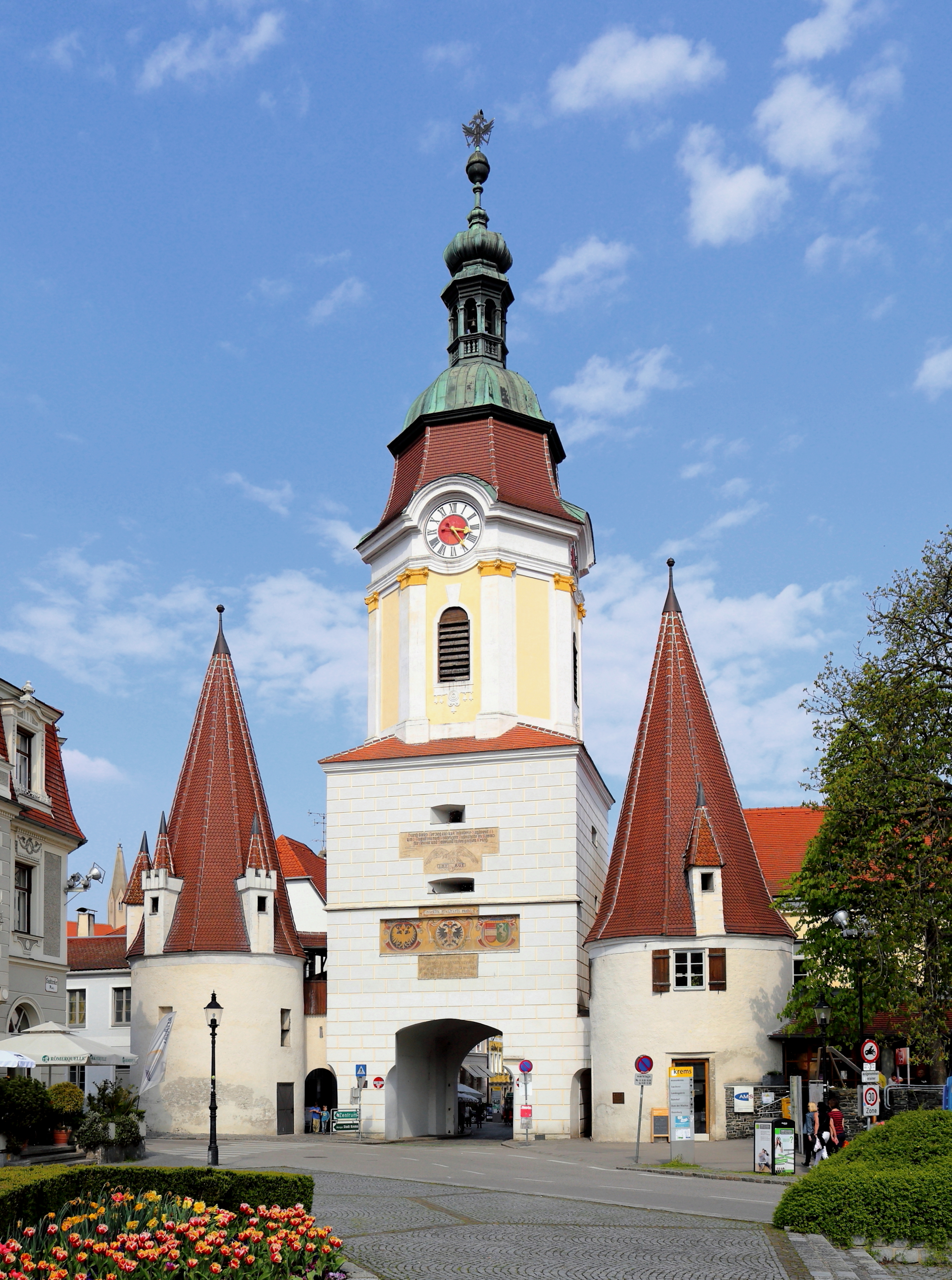
Штайнер-Тор

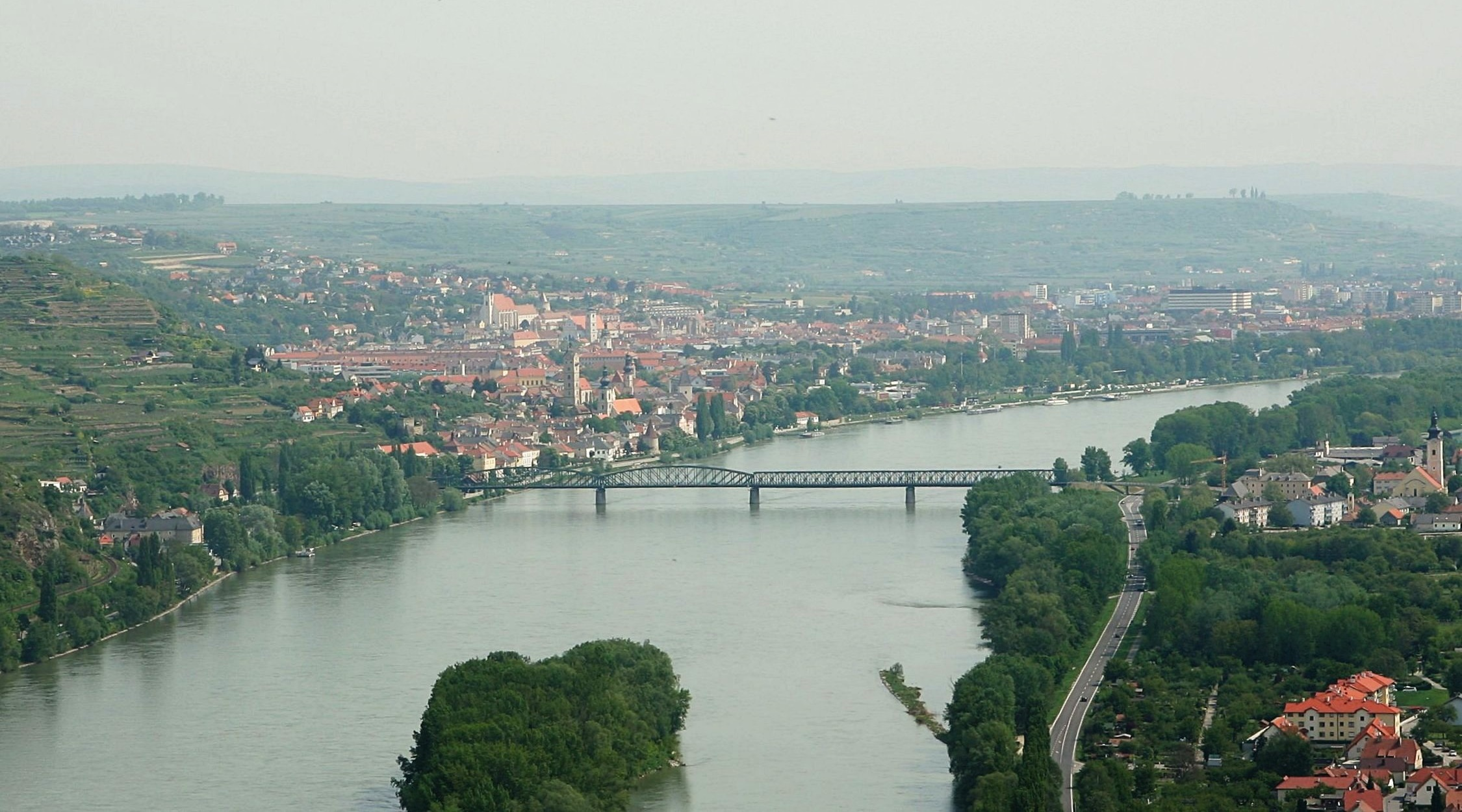
Вид на Кремс

- Ландштрассе (Landstrasse). Центральна вулиця, вздовж якої простягнулось все старе місто. Поділяється на Верхню й Нижню Ландштрассе. Пішохідна.
- Штайнер-Тор. Єдині з чотирьох середньовічних воріт міста, що збереглись. Створені 1480 року, у 1754 році надбудовані. Ворота стали символом Кремса.
- Прихідська церква Санкт-Файт. Збудована в стилі бароко 1630 року на місці старішої церкви.
- Гоццобург. Найстаріша будівля міста (зведена 1275 року) розташована на майдані Хоермаркт. Будівлю зведено в італійському стилі.
- Порохова вежа. Один з елементів середньовічних міських укріплень, що зберігся.
- Музей винного міста. Розповідає про славні традиції виноробства Кремса.
- Монастир Геттвайг. Знаходиться за 5 кілометрів на південь від Кремса. Монастир засновано у 1083 році, 1718 року згорів до основи. У XVIII столітті проводилась масштабна реконструкція, що перетворила монастир на видатну пам'ятку стилю бароко.

## Демографія
Нижче представлений розвиток популяції Кремса починаючи з 1869 року і по 2011 рік:

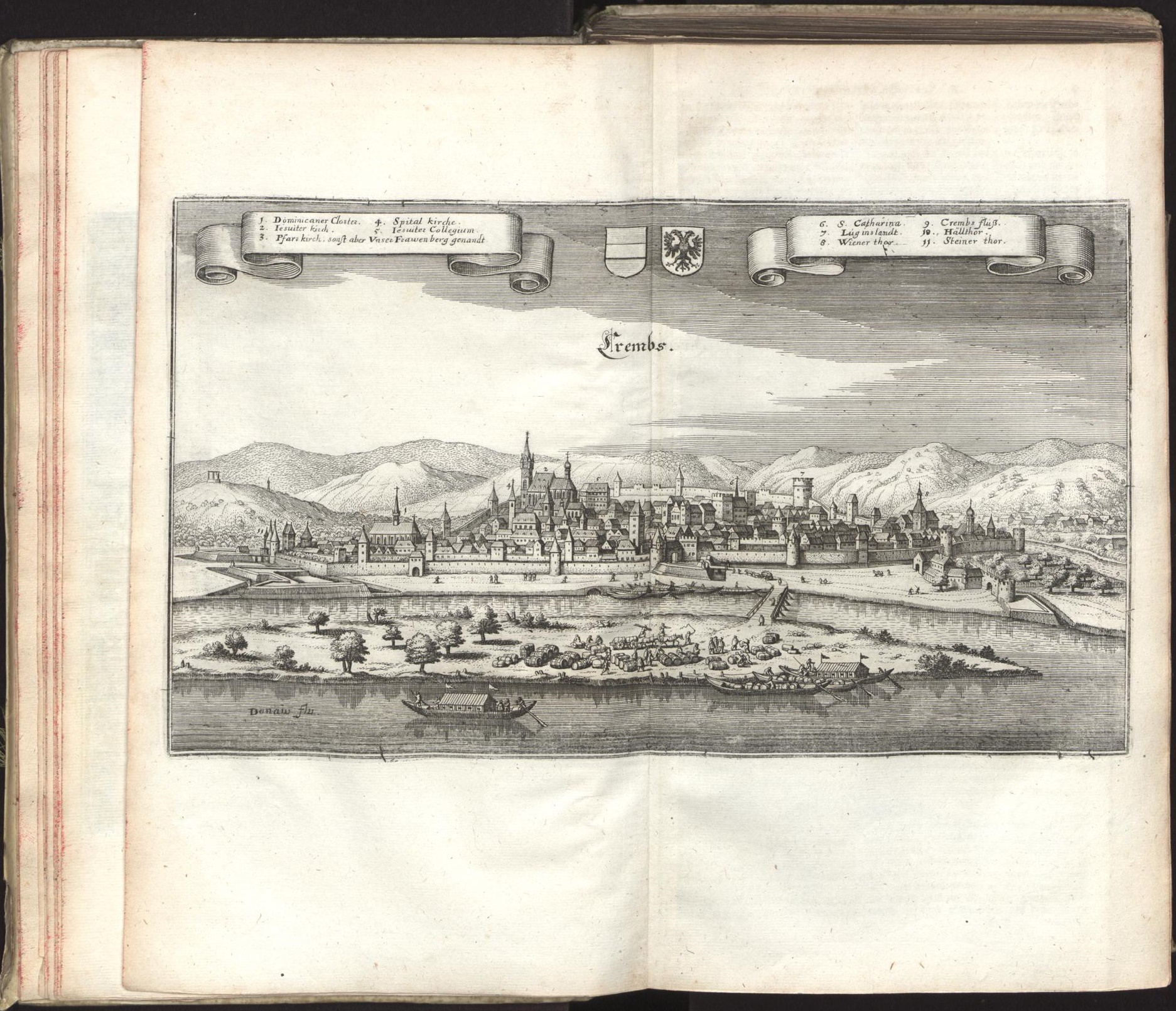
Вигляд Кремса у 1679 році

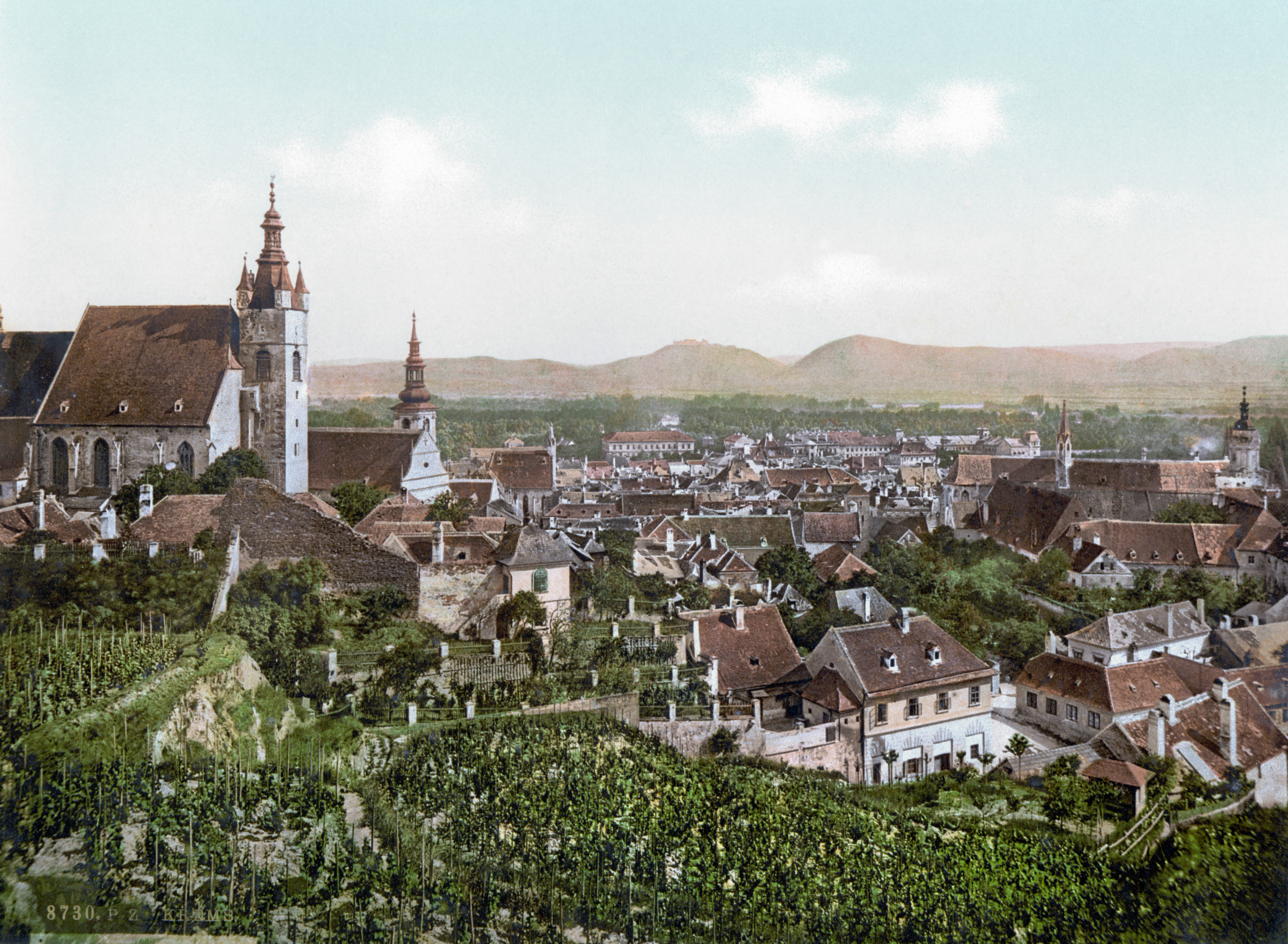
Вигляд Кремса у 1900 році

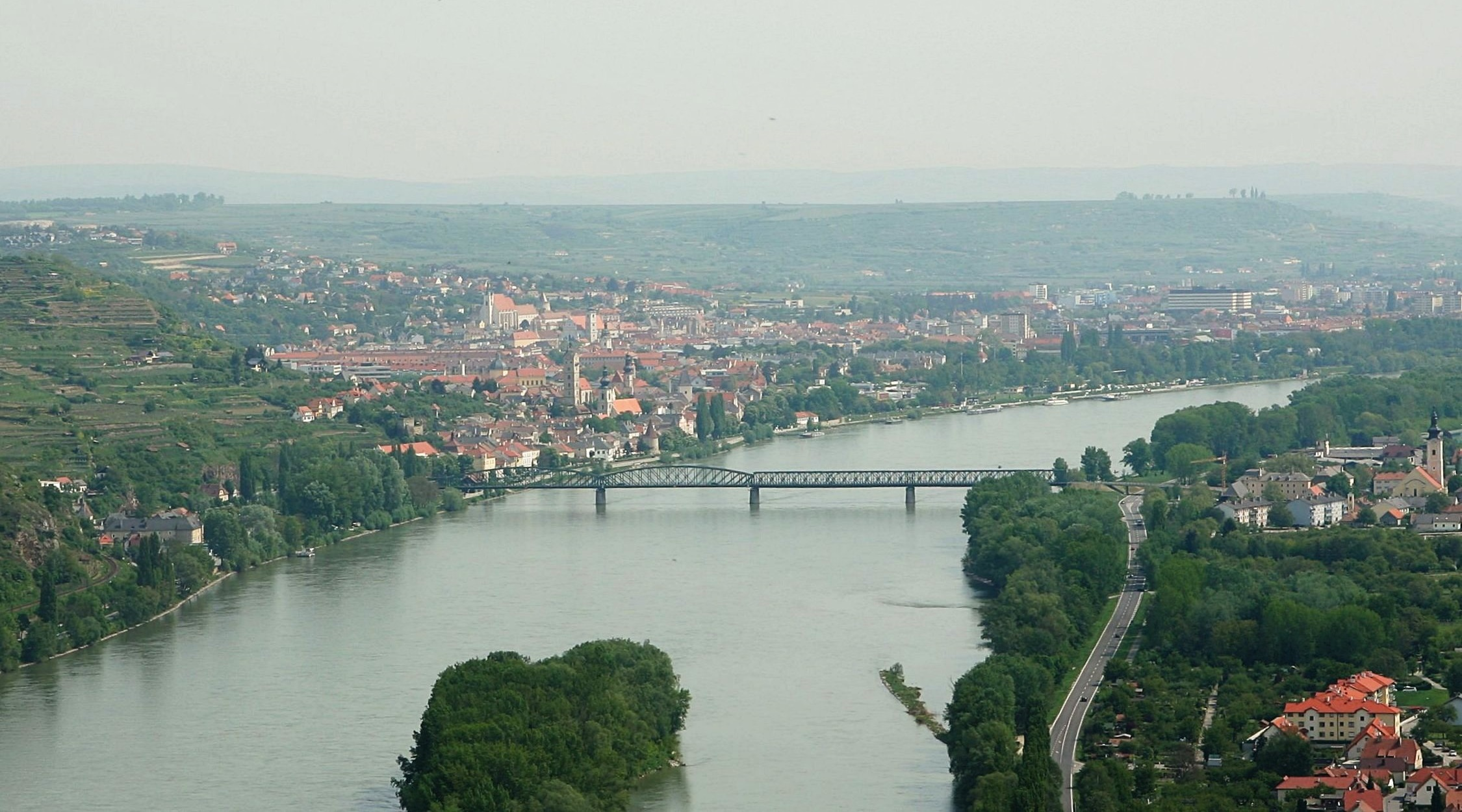
Вигляд Кремса у 2006 році

## Клімат
| Клімат Кремс-ан-дер-Донау                                               | Клімат Кремс-ан-дер-Донау | Клімат Кремс-ан-дер-Донау | Клімат Кремс-ан-дер-Донау | Клімат Кремс-ан-дер-Донау | Клімат Кремс-ан-дер-Донау | Клімат Кремс-ан-дер-Донау | Клімат Кремс-ан-дер-Донау | Клімат Кремс-ан-дер-Донау | Клімат Кремс-ан-дер-Донау | Клімат Кремс-ан-дер-Донау | Клімат Кремс-ан-дер-Донау | Клімат Кремс-ан-дер-Донау | Клімат Кремс-ан-дер-Донау |
| Показник                                                                | Січ.                      | Лют.                      | Бер.                      | Квіт.                     | Трав.                     | Черв.                     | Лип.                      | Серп.                     | Вер.                      | Жовт.                     | Лист.                     | Груд.                     | Рік                       |
| Абсолютний максимум, °C                                                 | 16,8                      | 21,1                      | 24,9                      | 27,8                      | 31,6                      | 36,8                      | 36,0                      | 36,5                      | 33,5                      | 27,2                      | 23,5                      | 16,1                      | 36,8                      |
| Середній максимум, °C                                                   | 3,1                       | 5,1                       | 10,2                      | 15,3                      | 20,6                      | 23,3                      | 25,6                      | 25,5                      | 20,4                      | 14,5                      | 7,5                       | 3,7                       | 14,6                      |
| Середня температура, °C                                                 | −0,6                      | 0,8                       | 4,9                       | 9,3                       | 14,6                      | 17,6                      | 19,5                      | 18,9                      | 14,3                      | 8,9                       | 3,7                       | 0,7                       | 9,4                       |
| Середній мінімум, °C                                                    | −3,2                      | −2,5                      | 0,8                       | 4,5                       | 9                         | 12                        | 13,8                      | 13,4                      | 9,7                       | 4,9                       | 0,8                       | −2,1                      | 5,1                       |
| Абсолютний мінімум, °C                                                  | −22,8                     | −20,8                     | −18,1                     | −4,7                      | −0,2                      | 1,3                       | 5,7                       | 4,8                       | 0,6                       | −7,9                      | −16,3                     | −22,7                     | −22,8                     |
| Середня кількість сонячних годин на місяць                              | 55,3                      | 88,8                      | 127,4                     | 171,5                     | 219,4                     | 214,2                     | 238,5                     | 234,9                     | 157,3                     | 120,9                     | 53,9                      | 41,9                      | 1724,2                    |
| Норма опадів, мм                                                        | 17.3                      | 21                        | 27.4                      | 37.5                      | 58.2                      | 80.2                      | 79.8                      | 62                        | 45.5                      | 28.3                      | 33.6                      | 24.9                      | 515.7                     |
| Днів з опадами                                                          | 5,0                       | 5,1                       | 5,8                       | 6,5                       | 9,0                       | 9,9                       | 9,6                       | 8,4                       | 6,9                       | 5,0                       | 7,2                       | 6,0                       | 84,5                      |
| Днів зі снігом                                                          | 10,1                      | 6,9                       | 2,6                       | 0,2                       | 0                         | 0                         | 0                         | 0                         | 0                         | 0                         | 1,8                       | 6,2                       | 27,8                      |
| Вологість повітря, %                                                    | 76.5                      | 72.1                      | 66.7                      | 62.6                      | 62.3                      | 62.8                      | 62.0                      | 63.9                      | 69.6                      | 72.7                      | 77.5                      | 77.8                      | 68.9                      |
| ----------------------------------------------------------------------- | ------------------------- | ------------------------- | ------------------------- | ------------------------- | ------------------------- | ------------------------- | ------------------------- | ------------------------- | ------------------------- | ------------------------- | ------------------------- | ------------------------- | ------------------------- |
| Джерело: Weatherbase, Central Institute for Meteorology and Geodynamics |                           |                           |                           |                           |                           |                           |                           |                           |                           |                           |                           |                           |                           |

## Відомі особистості
У поселенні народилась:
- Ульріке Луначек (* 1957) — австрійський політик.

## Міста-побратими
- Беблінген, Німеччина
- Пассау, Німеччина
- Рібе, Данія
- Грейпвайн, США
- Бон, Франція
- Кромержиж, Чехія

## Виноски
- Офіційний сайт [Архівовано 22 липня 2010 у Wayback Machine.] (нім.)
- Сайт монастиря Геттвайг [Архівовано 19 лютого 2011 у Wayback Machine.] (нім.)
- Туристична інформація [Архівовано 17 липня 2011 у Wayback Machine.] (англ.)